# Кведа-Кондіді
Кведа-Кондіді (груз. ქვედა კონდიდი) — село в Грузії.
За даними перепису населення 2014 року в селі проживає 320 осіб.